# Öster-Norrmarksjön
Öster-Norrmarksjön är en sjö i Gävle kommun i Gästrikland och ingår i Hamrångeån-Testeboåns kustområde. Sjön har en area på 0,231 kvadratkilometer och ligger 33 meter över havet. Sjön avvattnas av vattendraget Trödjeån (Norrmarkbäcken).

## Delavrinningsområde
Öster-Norrmarksjön ingår i det delavrinningsområde (674504-157183) som SMHI kallar för Utloppet av Öster-Norrmarksjön. Medelhöjden är 35 meter över havet och ytan är 0,85 kvadratkilometer. Räknas de 8 avrinningsområdena uppströms in blir den ackumulerade arean 41,24 kvadratkilometer. Avrinningsområdets utflöde Trödjeån (Norrmarkbäcken) mynnar i havet. Avrinningsområdet består mestadels av skog (70 procent). Avrinningsområdet har 0,23 kvadratkilometer vattenytor vilket ger det en sjöprocent på 26,9 procent.